# Interparfums
Interparfums, Inc. est une entreprise américaine, située à New York (États-Unis), qui fabrique et qui distribue des parfums. Elle est dirigée par Jean Madar. Elle possède Interparfums SA (France) à hauteur de 72,36 %. Interparfums Inc. gère plus particulièrement les parfums de moyenne gamme.
De son côté, Interparfums SA est une filiale située en France. Elle est dirigée par Philippe Bénacin et gère les parfums haut de gamme.
D'autres filiales existent à travers le monde (Suisse, Espagne, Asie).
Jean Madar et Philippe Bénacin sont entrés en 2024 dans le classement des milliardaires du magazine Forbes.

## Historique
L'entreprise est créée en 1982 par Philippe Bénacin et Jean Madar.
Les sociétés se développent tout d'abord sur le marché de la parfumerie bas de gamme avec la conception et la distribution d'eaux de toilette à prix abordables avant de s'orienter au début des années 1990 son activité vers le créneau de la parfumerie sélective.
En 1993, Interparfums SA (France) signe un accord contrat de licence avec la marque anglaise Burberry. Cette démarche a constitué la première étape pour constituer un portefeuille de marques internationales comme Karl Lagerfeld, de marques de prêt à porter (Lanvin), de haute joaillerie (Van Cleef & Arpels, Boucheron), ou d'accessoires (ST Dupont, Montblanc, Jimmy Choo, Repetto pour l'automne 2013) toujours dans l'univers des parfums et cosmétiques.
Depuis avril 2013, après des négociations, entre l'entreprise britannique et Interparfums SA, la marque Burberry, qui représentait plus de la moitié du chiffre d'affaires d'Interparfums SA, passe chez BPI (Beauté Prestige International), filiale de Shiseido. Burberry verse un montant de 189 millions d'euros en échange de l'arrêt de la licence avec interparfums SA.
En mars 2015, Interparfums acquiert Rochas, une filiale de Procter & Gamble spécialisée dans les parfums et la mode, pour 108 millions de dollars.
En avril 2015, Interparfums signe un accord de licence d’exploitation avec la marque Coach.

Philippe Bénacin.

En 2016, à la suite du rachat de Balmain par la société d'investissement Mayhoola, Interparfums décide de mettre un terme au contrat de licence.
Le 7 juin 2019, la marque Kate Spade New York (en) et Interparfums annoncent avoir signé un accord exclusif de licence mondiale sur les parfums Kate Spade pour une durée de 11 ans[source secondaire souhaitée].
Le 11 juin 2020, la marque Moncler et Interparfums annoncent la signature d’un accord de licence parfums jusqu’au 31 décembre 2026 avec une possibilité d’extension de cinq ans.
Le 1er juillet 2020, Interparfums acquiert 25 % du site « origines-parfums.fr », qui deviendra MyOrigines.
En janvier 2021, le groupe Interparfums, jusqu'alors installé au no 4 du Rond-point des Champs-Élysées-Marcel-Dassault dans le 8e arrondissement de Paris, rachète Solférino, le célèbre bâtiment du parti socialiste, dans le 7e arrondissement (pour un montant de 45 millions d'euros) via la foncière APSYS l'immeuble, qui gérera aussi des travaux pour un montant de 140 millions d'euros.
Sur l'ensemble de l'année 2021, Interparfums annonce un bénéfice net en hausse de 40 % par rapport à 2019, dernière année avant pandémie, pour un chiffre d'affaires qui s'élève à 71,1 millions d'euros.
L'année suivante, en 2022, le groupe Richemont, qui accorde plusieurs licences de marques à Interparfums, annonce vouloir reprendre en main l'activité « beauté » ; cela entraine une chute du cours de bourse du fabricant.
Depuis des années, le groupe ne produit plus de licences de parfums grand public, telles que celles de marques Christian Lacroix, Céline, Molyneux, Quiksilver/Roxy, Regine's, Nickel qui étaient auparavant détenues par le groupe. Ces dernières ne font plus partie du portefeuille.
La commercialisation des produits est assurée par plus de 1 200 points de vente (parfumeries, chaînes franchisées, grands magasins) en France, par le biais de près de 250 sociétés importatrices, d'aéroports et de compagnies aériennes à l'international[source secondaire souhaitée].

## Données chiffrées

### Activités
Interparfums est spécialisé dans la création, la fabrication et la commercialisation de parfums.
Le chiffre d'affaires 2011, en progression de 30 %, est de 398 millions d'euros.
Celui de l'année 2012, en progression de 12 %, est de 445,5 millions d'euros, mais devrait baisser en 2013 à la suite de la perte de la licence Burberry et malgré la signature d'un long contrat avec Karl Lagerfeld.
Touché par la crise économique et sanitaire liée au Covid-19, Interparfums SA déplore pour le premier semestre 2020 un chiffre d'affaires en forte baisse de 41,3 % à 139,3 millions d'euros et un bénéfice net en chute de 67 % à 8,9 millions d'euros,. L'annulation du dividende de 2019 a été décidée pour permettre à l'entreprise de se maintenir avec un niveau de trésorerie élevé.
Répartition du chiffre d'affaires 2023 (798,5 millions d'euros) par marque :
- Montblanc pour 210,0 millions d'euros soit 26,3 % des ventes totales en 2023[22]
- Jimmy Choo pour 205,6 millions d'euros soit 25,7 % des ventes totales en 2023[23]
- Coach pour 187,4 millions d'euros soit 23,5 % des ventes totales en 2023[24][source insuffisante]
- Lanvin pour 48,3 millions d'euros soit 6,0 % des ventes totales en 2023[25]
- Rochas pour 41,0 millions d'euros soit 5,1 % des ventes totales en 2023[26]
- Karl Lagerfeld pour 25,5 millions d'euros soit 3,2 % des ventes totales en 2023[27]
- Van Cleef & Arpels pour 24,5 millions d'euros soit 3,0 % des ventes totales en 2023[28]
- Kate Spade New York (en) pour 22,1 millions d'euros soit 2,8 % des ventes totales en 2023
- Boucheron pour 17,4 millions d'euros soit 2,2 % des ventes totales en 2023[29]
- Moncler pour 12,0 millions d'euros soit 1,5 % des ventes totales en 2023
- Autres pour 4,7 millions d'euros soit 0,7 % des ventes totales en 2023[30]

## Résumé de l'historique
- 1982 : 
  - Création de la société Interparfums en France par Philippe Bénacin et Jean Madar.
- 1985 : 
  - Création de la société Interparfums Inc. aux États-Unis, société mère d’Interparfums en France.
- 1988 :
  - Accord de licence sous la marque Régine’s
- 1993 : 
  - Signature d’un accord de licence pour la marque Burberry.
- 1997 : 
  - Signature d’un accord de licence pour la marque ST Dupont.
- 1998 : 
  - Signature d’un accord de licence pour la marque Paul Smith.
- 2004 :
  - Signature d’un nouveau contrat de licence pour la marque Burberry.
  - Acquisition de la marque Nickel.
  - Signature d’un accord de licence pour la marque Lanvin.
- 2007 :
  - Signature d’un accord de licence pour la marque Van Cleef & Arpels.
  - Acquisition de la marque Lanvin.
- 2009 : 
  - Signature d’un accord de licence pour la marque Jimmy Choo.
- 2010 :
  - Signature d’un accord de licence pour la marque Montblanc.
  - Alliance Interparfums SA-Clarins aux États-Unis
  - Expiration du contrat de distribution avec P&G Prestige USA
  - Signature d’un accord de licence pour la marque Boucheron.
- 2011 :
  - Signature d’un accord de licence pour la marque Balmain.
  - Signature d’un accord de licence pour la marque Repetto.
- 2012 :
  - Arrêt par anticipation de l’accord de licence avec la marque Burberry.
  - Signature d’un accord de licence pour la marque Karl Lagerfeld.
- 2013 :
  - Arrêt de l’exploitation des parfums Burberry[31].
  - Cession de la marque Nickel au groupe L'Oréal.
- 2015 :
  - Interparfums acquiert la marque Rochas de Procter & Gamble
  - Coach et Interparfums SA signent un accord de licence
- 2019 : 
  - Kate Spade New York et Interparfums SA signent un accord de licence mondial
- 2020 : 
  - Moncler et Interparfums annoncent la signature d’un accord de licence parfums, mondial et exclusif
  - Interparfums acquiert 25 % du site origines-parfums.fr
- 2022
  - Lacoste et Interparfums annoncent la signature d’un accord de licence parfums

## Affaire judiciaire
En 2014, la société Interparfums SA (Paris) est poursuivie par l’un de ses anciens salariés, Frédéric Desnard, responsable des services généraux du groupe. Celui-ci porte plainte dans le cadre d'une « placardisation », (bore-out, ou inaction forcée par l'employeur), commencée dans le cadre de l'arrêt anticipé du contrat de la licence de parfums avec la marque Burberry.
Après plusieurs années d'un combat juridique et d'une médiatisation, la filiale française Interparfums SA est condamnée pour harcèlement moral par la cour d'appel de Paris le 2 juin 2020,. Selon les attestations des neurologues et des psychiatres consultés par la victime et transmises aux tribunaux, la toute première crise d'épilepsie de Monsieur Desnard aurait été causée par une dépression sévère, ayant duré plusieurs années. Elle aurait elle-même été due à l'inaction forcée au travail dont il a été victime. Il s'agit en France de la première condamnation pour ce type de harcèlement moral déclenchant dans ce cas précis une maladie physique (crises d’épilepsie résistante aux traitements),.